# Marcipalina violacea
Marcipalina violacea är en fjärilsart som beskrevs av Pierre Joseph Pelletier 1974. Marcipalina violacea ingår i släktet Marcipalina och familjen nattflyn. Inga underarter finns listade i Catalogue of Life.